# Ziferblat
Ziferblat (en ucraniano: Циферблат, romanizado: Cyferblat) es un grupo musical ucraniano fundado en 2015 en Kiev. El grupo está formado por el cantante Danylo Leščyns'kyj (15 de noviembre de 1996), su gemelo el guitarrista Valentyn Leščyns'kyj (15 de noviembre de 1996) y el baterista Fedir Chodakov (28 de febrero de 1998).

## Historia
Ziferblat, un proyecto musical nacido de una idea de los hermanos Danylo y Valentyn Leščyns'kyj, lanzó su EP debut Kinoseans en 2017. Dos años más tarde, fue el turno del sencillo debut Vnoči, que interpretaron durante la final de la décima edición de X-Faktor.
En 2022, Ziferblat estrenó el vídeo musical del sencillo Zemlja en YouTube, el cual tuvo buena recepción por parte del público. Ese mismo año, el grupo había sido anunciado entre los posibles participantes del Vidbir, pero no fueron seleccionados entre los diez finalistas. En noviembre de 2023, fue el turno de Dlja čoho ty pryjšla? que, junto con el sencillo Dysko-Fanko Terapija, anticiparon el lanzamiento del álbum debut Peretvorennja, lanzado en abril de 2023. En septiembre de 2023, el grupo ganó un premio Muzar en la categoría "emergente en la música alternativa".
En 2024, lograron volver a estar entre los finalistas del Vidbir, el proceso de selección del representante ucraniano en el Festival de la Canción de Eurovisión, donde presentaron la canción Place I Call Home, quedando en segundo lugar detrás del dúo integrado por Alyona Alyona y Jerry Heil. Lo intentaron de nuevo en la siguiente edición, donde se presentaron con la canción Bird of Pray. En la competición, que tuvo lugar el 8 de febrero de 2025, el grupo ganó gracias al voto del público, convirtiéndose en los representantes ucranianos en el Festival de la Canción de Eurovisión 2025 en Basilea, Suiza.

## Estilo musical
Aunque la prensa especializada atribuye a la banda toda una lista de géneros musicales: desde el rock progresivo hasta el pop, el propio grupo ha declarado que no quiere asociarse con ningún género y que quiere trabajar en una única dirección musical.
Ziferblat da mucha importancia al componente visual de sus proyectos, trabajando cuidadosamente en los vídeos musicales y las portadas de los álbumes.
En sus canciones, la banda a menudo hace referencia a obras literarias mundiales, combinándolas con historias personales. Un ejemplo lo encontramos en la canción Tvoje im'ja, inspirada en el personaje de Remedios Moscote de la ópera Cien años de soledad de Gabriel García Márquez.

## Miembros
Actuales
- Danylo Leshchynskyj – voz
- Valentyn Leshchynskyj – guitarra
- Fedir Chodakov – batería

Anteriores
- Jehen Ševčenko
- Valentyn Olijnyk
- Vikotr Nikolenko

## Discografía

### Álbumes de estudio
- 2023 – Peretvorennja

### EP
- 2017 – Kinoseans

### Sencillos
- 2019 – Vnoči
- 2022 – Zemlja
- 2022 – Dlja čoho ty pryjšla?
- 2023 – Dysko-Fanko Terapija
- 2023 – Place I Call Home
- 2024 – Litaky
- 2024 – Druh
- 2024 – Doteper i nazavždy (con los Tember Blanche)
- 2025 – Bird of Pray